# Gur Shelef
Gur Shelef (en hébreu : גור שלף), né le 10 janvier 1974, à Tel Aviv-Jaffa, en Israël, est un joueur israélien de basket-ball. Il évolue durant sa carrière au poste d'ailier fort. 

## Palmarès
- Vainqueur de l'Euroligue 2004, 2005